# Sowjetische Überschall-Passagierflugzeugprojekte
Als Sowjetische Überschall-Passagierflugzeugprojekte werden Projekte für Überschall-Passagierflugzeuge aus der Sowjetunion bezeichnet, die als Nachfolger für die Tu-144 gedacht waren. Es gab von mehreren Konstruktionsbüros Entwürfe für solche Überschallpassagierflugzeuge. Nach der Tu-144 wurde jedoch keines dieser Projekte umgesetzt.

## Projekte

### IL-66 / IL-72
Der erste sowjetische Flugzeugkonstrukteur, der mit der Entwicklung von Überschall-Passagierflugzeugen begann, war W. M. Mjassischtschew. Im OKB-23 wurden die ersten wissenschaftlich fundierten Anforderungen an Geräte dieser Klasse und deren Motoren formuliert.
1960, kurz nach der Entscheidung, OKB-23 zu schließen, wurde versucht, die Entwicklung solcher Maschinen im Iljuschin-Konstruktionsbüro einzusetzen. Im März desselben Jahres schrieb Sergei Iljuschin in einem Brief an den stellvertretenden Vorsitzenden des Ministerrats der UdSSR, Dmitri Fjodorowitsch Ustinow schlug vor, in den Pilotbauplan ein Überschall-Passagierflugzeug aus Stahl aufzunehmen, dass später die Bezeichnung Il-66 erhielt.
Im April hat S. W. Iljuschin an die Regierung appellierte mit dem Vorschlag, ein Überschall-Strahlpassagierflugzeug mit der Bezeichnung IL-66 in den Pilotbauplan aufzunehmen. Er informierte über die vorläufigen Konstruktionsdaten dieser Maschine und schrieb: „Fünfzehn Jahre Erfahrung mit Passagierflugzeugen und vier Jahre Erfahrung mit der Arbeit an Marschflugkörper geben uns Anlass, im dritten Quartal einen technischen Entwurf eines Überschallflugzeugs Il-66 vorzulegen.“ 1963 das Projekt zu beginnen und in der zweiten Hälfte des Jahres 1965 mit Flugtests anzufangen. Das Flugzeug sollte für die Beförderung von 60–100 Passagieren über eine Reichweite von 7300 km bei einer Fluggeschwindigkeit ausgelegt sein, die dreimal so hoch ist wie die Schallgeschwindigkeit.
Vorläufige Berechnungen deuteten darauf hin, dass das geplante Flugzeug wirtschaftlich sein würde. Es wurden mehrere Antriebsvarianten in Betracht gezogen, darunter ein kombinierter Antrieb mit Turbostrahltriebwerken und Staustrahltriebwerken. Die Wahl des vorläufigen Entwurfs des Flugzeugs wurde stark von dem damals vorherrschenden Dreiecksflügel und der Anordnung der Triebwerke am Heckteil des Rumpfes beeinflusst. Berechnungen ergaben, dass das Flugzeug, das nach dem „Enten“-Schema konstruiert wurde und 60 bis 100 Passagiere aufnehmen kann, eine technische Reichweite von 7200 km bei einer dreimal höheren Geschwindigkeit als die Schallgeschwindigkeit hätte (anderen Daten zufolge: 7300 km). Der gesamte Herstellungszyklus des Flugzeugs sollte in fünf Jahren abgeschlossen sein.
Anscheinend wurden die im OKB-23 erzielten Forschungsergebnisse in dieser Richtung nur im ZAGI und im Tupolew-Konstruktionsbüro „festgelegt“. Nur so lassen sich solch hohe Leistungsdaten erklären, die im Widerspruch zu den in sowjetischen Fabriken beherrschten technologischen Prozessen standen. Selbst aus der Sicht des 21. Jahrhunderts war dies ein sehr mutiges Projekt, das weitgehend auf den Emotionen der Entwickler beruhte. Denn um dieses Projekt Anfang der 1960er Jahre im Land umzusetzen, fehlten die nötigen Ressourcen.
Als Ergebnis zeigten die Berechnungen die reale Möglichkeit, ein Überschall-Passagierflugzeug (SPS) mit der Bezeichnung Il-72 zu schaffen, das 40 bis 60 Personen über eine Entfernung von 4000 bis 4500 km mit einer entsprechenden Geschwindigkeit von Mach 2,2 transportieren kann. Das Projekt wurde Anfang 1961 im technischen Rat des Unternehmens diskutiert, aber nicht weiterentwickelt.
Der Entwurf eines solchen Flugzeugs erforderte die Lösung zahlreicher technischer Probleme bei der Auswahl des endgültigen aerodynamischen Schemas, des Antriebes, der Untersuchung von Fragen der Heizung und Kühlung der Struktur und vielem mehr. Die enorme Belastung der OKB-Spezialisten durch weitere zahlreiche und dringende Arbeiten erlaubte jedoch keine Weiterentwicklung dieses technisch schwierigen Themas.
Leider ist es bisher nicht gelungen, das Image dieses Projekts wiederherzustellen, und über den Aufbau des Flugzeugs kann nur Vermutung angestellt werden. Der Grund ist einfach. Im selben Jahr wurden im Tupolew Design Bureau Skizzen einer ähnlichen Maschine angefertigt. Die Konstrukteure nutzten die beim Entwurf des strategischen Kampffahrzeugs Tu-135 erzielten Ergebnisse.
Eines der schwierigsten Probleme bei der Entwicklung eines Überschallliners ist die Wahl des Triebwerks. Bis 1960 befanden sich TRDF RD16-17 und RD-17-117F in der Entwicklung. Das fortschrittlichste geeignetste war das NK-6 mit einem Startschub von etwa 20 Tonnen. Dieses wurde für die Tu-135 entwickelt. Anscheinend hat der Umstand, der mit der Kontinuität der Projekte für Passagier- und Kampffahrzeuge zusammenhängt, seinen Zweck erfüllt, und die Führung der zivilen Luftflotte hat Tupolew unterstützt. Gleichzeitig musste das Triebwerk NK-144 entwickelt werden, der, wie sich herausstellte, aufgrund des hohen Kraftstoffverbrauchs unwirtschaftlich war.

### MiG-25 VIP SST
Modell einer MiG-25

Link zum Bild

In den frühen 1960er Jahren schlug das MiG-Konstruktionsbüro vor, die MiG-25 zum ersten Überschall-Geschäftsflugzeug der Welt zu machen. Mit diesem Jet könnten Passagiere in wenigen Stunden von Moskau nach Wladiwostok fliegen. Das Projekt kam nie über das Reißbrett hinaus.
Ein Foto eines MiG-25-Businessjets zeigt, was hätte sein können. Das Modell sieht mit seinen markanten Lufteinlässen, Flügeln und Doppelleitwerk tatsächlich wie ein MiG-25-Jäger aus, allerdings sind die Flügel größer und der Rumpf breiter und länger. Der Wegfall von Schleudersitz, Radar und militärischer Elektronik hätte die Gewichtsverlagerung nach vorne mit dem langen Rumpf und Passagieren zumindest teilweise kompensiert. Hinter dem Cockpit befand sich eine Passagierkabine mit nebeneinander angeordneten Sitzplätzen für sechs Personen und einem Gang sowie einer Backbord-Eingangstür direkt hinter dem Cockpit. Die Kabine könnte durch Entfernen der Sitze für den Frachttransport umgebaut werden. Modelle zeigen, dass das Hauptfahrwerk nun jeweils über zwei Räder in Tandemanordnung verfügt hätte.
Der Geschäftsjet MiG-25 hätte bei einer Reisegeschwindigkeit von Mach 2,35 fünf bis sieben Passagiere oder bis zu 2000 Pfund Fracht befördert. Zusätzliche Treibstoffkapazität wurde hinzugefügt, um die Reichweite der Jagdflugzeugversion von 1200 Meilen auf 2200 Meilen zu erhöhen.
Die Idee kam von der MiG, nicht von der Sowjetregierung, die ihr Veto gegen das Projekt einlegte. Eine Reichweite von 2000 Meilen, etwa die Reichweite des heutigen Learjet 70,  wäre für die Entfernung von Moskau nach Wladiwostok an der Pazifikküste zu gering gewesen. Ein Jet mit so kleiner Reichweite wäre für die Durchquerung der Sowjetunion unpraktisch.

### M-50 SST
Die M-50SST war eine Passagierversion des M-50-Bombers, entsprechend der Vorgehensweise zu der Zeit in der UdSSR, auf Basis von Militärflugzeugen zivile zu entwickeln: Aus der Tu-16 die Tu-104, aus der An-12 die An-10, aus der Tu-95 die Tu-114. Bei der M-50SST wäre der Rumpfdurchmesser größer ausgefallen. Es wurden verschiedene Entwürfe vorgeschlagen, darunter ein Tiefdecker mit Flügeltorsionsbox im unteren Bereich des Frachtraumes, mal mit dem Tandemcokpit wie beim Bomber und mal mit konventionellem Cockpit, wo Pilot und Copilot nebeneinander sitzen. Ebenso ein Mitteldecker mit Flügeltorsionsbox unter der Passagierkabine. Mit Beendigung des M-50-Programms und Aufnahme der Entwicklung der M-52 wurde diese Passagierversion zugunsten der M-52SST nicht weiter verfolgt.

### M-50 SSBJ
Mit der Integration von seinem OKB in das von Mjassischtschew entwarf Pawel Wladimirowitsch Zybin ein Überschallpassagierflugzeug, das erheblich kleiner, aber im Layout identisch mit der M-50 war. Der Begriff Business Jet war dazumal nicht gebräuchlich, in der UdSSR trifft es aber auf das heutige Verständnis. Mit Auflösung des Mjassischtschew OKB's endete dieses „private“ Projekt auch.

### Mjassischtschew M-52 Passagierversion
Auf Basis des Bombers Mjassischtschew M-50, respektive der Weiterentwicklung Mjassischtschew M-52, wurde ein Überschallpassagierjet entworfen, der Rumpf wäre verbreitert worden. Dank dem Wegfall der Lenkwaffen und Starthilferaketen am Rumpf war keine Veränderung des Luftwiderstands durch die Rumpfverbreiterung zu erwarten. Aus dem Mitteldecker-Bomber wäre beim Passagierflieger ein Tiefdecker geworden. An dem Tandemfahrwerk mit Stützrädern an den Flügelenden wurde festgehalten, obwohl diese problematisch für die Rollbahnen von zivilen Flugplätzen geworden wären. In vieler Hinsicht gleichen die Entwürfe der Passagierversion der M-52 den Plänen für eine zivile Version der B-58, unter anderem der Convair Modell 58-9.

### Mjassischtschew M-53
Die M-53 war eine radikale Überarbeitung der Mjassischtschew M-52-Passagierversion. Das Flugzeug hätte direkt nach dem Cockpit über tief angesetzte Canards verfügt und war als Hochdecker-Doppeldeltaflügler konstruiert. Die Triebwerke wären in einem Viererblock am Rumpfende angebracht worden und mit zwei Lufteinlässen seitlich des hinteren Rumpfteils mit Luft versorgt worden. Hinter dem Ende der Passagierkabine, vor den Triebwerken wäre das zentrale Hauptfahrwerk mit seinen vier Rädern im Rumpf eingefahren worden. Das Bugfahrwerk war konventionell mit zwei Rädern. Unter den Flügeln waren jeweils ein Tandemfahrwerk, das in den Flügel einklappte. Damit war die Spurbreite etwas kleiner als bei den vorherigen Mjassischtschew-Entwürfen.

### Mjassischtschew M-55
Ausgehend von der M-50 wurden im Konstruktionsbüro Mjassischtschew weitere Flugzeuge projektiert. So etwa die M-54, die eine andere Anordnung der Triebwerke erhalten sollte, und dessen zivile Version M-55. Hierbei handelt es sich um ein Deltaflugzeug ohne Canards oder Höhenruder mit vier Triebwerken die einzeln an Triebwerksträgern unter den Flügeln angebracht waren und ein konventionelles Dreibeinfahrwerk hatte. Äußerlich vergleichbar mit der B-58, jedoch gut doppelt so groß wie der amerikanische Bomber. Die Bezeichnung M-55 wurde später für ein Höhenflugzeug wiederverwendet, nachdem das Projekt M-54 und seine zivile Adaption M-55 nicht über das Projektstadium herauskamen.

### Suchoi T-4P
Auf Basis der Suchoi T-4 wurde ein Passagierjet vorgeschlagen, der Rumpfdurchmesser wäre dabei vergrößert worden. Diese Maschine hatte die Bezeichnung T-4P und wurde auch als P-2 und P-3 bezeichnet, je nach Projektstand. Die Vergrößerung des Rumpfes hätte keine Zunahme des Luftwiderstandes zur Folge gehabt, da die unter den Flügeln getragenen Lenkwaffen und Zusatztanks der militärischen Version der T-4 weggefallen wären. Des Weiteren wäre der Treibstofftank, der sich bei der militärischen Version im Rumpf befindet, bei der zivilen Version im Unterrumpf anstelle des Bombenschachts zwischen den Luftkanälen angeordnet worden. In den Jahren 1963 und 1964 entwarf das Konstruktionsbüro Suchoi mehrere Passagierversionen der T-4. Alle Konfigurationen hatten Canards und waren als Tiefdecker ausgelegt. Die Positionierung des Triebwerks variierte bei den verschiedenen Entwürfen.
Der Rumpf war in einen vorderen Abschnitt, einen mittleren Abschnitt und einen hinteren Abschnitt unterteilt. Hinter dem Radom befand sich ein Schacht für elektronische Geräte. Das Mannschaftscockpit befand sich im oberen Rumpf hinter dem Schacht. Der Pilot und der Copilot saßen nebeneinander mit einem schmalen Durchgang zwischen den Sitzen. An der rechten Rumpfseite waren Navigator- und Funkersitze angebracht. Die Maschine verfügte über eine absenkbare Nase, wie die T-4. Während des Starts und der Landung wurden diese abgesenkt, um eine Sicht nach vorne zu ermöglichen. Unter dem Cockpit befand sich der Schacht für das Bugfahrwerk, das Bugfahrwerk hatte zwei Räder. Hinter dem Cockpit befand sich ein Gepäckraum mit Kleiderschrank und Toilette. Die vordere Einstiegstür befand sich auf der linken Rumpfseite.
Der Mittelrumpf enthielt zwei Passagierkabinen, jede Kabine bot Platz für 32 Passagiere. Sie waren mit acht Sitzreihen ausgestattet, je vier Sitze nebeneinander, mit einem Durchgang dazwischen. Zwischen den beiden Kabinen befanden sich eine zweite Eingangstür und die Kombüse. An der Vorderseite der vorderen Passagierkabine befanden sich der Kleiderschrank und die Toilette. Der hintere Rumpf enthielt zwei Kraftstofftanks, darunter einen Vorratstank, und das Bremsfallschirmfach.
Die erste Version des Flügels war fast eine Delta-Plan-Form. Die Flügelhinterkante war abgeschrägt. Unter jedem Außenflügel waren zwei Triebwerksgondeln montiert. Die Triebwerkseinlässe waren nicht mit dem Grenzschicht-Entlüftungssystem ausgestattet, da sie sich nach vorne erstreckten und die Triebwerksgondeln weit vom Rumpf entfernt montiert waren. Im Flügelmittelteil war ein integrierter Treibstofftank montiert.
Die zweite Version des Flugzeugs war mit einem sich verjüngenden Flügel ausgestattet, dessen Spitzen, etwa ein Drittel jedes Flügels, nach unten abgelenkt waren. Das Triebwerk war in einer Triebwerksgondel unter dem Flügelmittelteil montiert.
Beide Flugzeugversionen verfügten über vordere Delta-Steuerflächen, die im vorderen Rumpf montiert waren. Dazu gehörten Stabilisatoren. Am Rumpfheck war ein voll bewegliches Seitenleitwerk mit kleiner Fläche montiert. Darüber hinaus verfügte die erste Flugzeugversion über eine feste Bauchflosse.
Das Flugzeug verfügte über ein Dreipunktfahrwerk mit Bugrad. Das Bugfahrwerk war mit zwei Rädern ausgestattet und wurde in den Rumpf eingefahren. In der ersten Version des Flugzeugs wurden die Hauptfahrwerksstreben mit vier Rädern in die Triebwerksgondeln eingefahren. Bei der zweiten Version wurde das Hauptfahrwerk in sogenannten „Breeches“ eingefahren, die an den Seiten der Triebwerksgondel angebracht waren. Diese dienten auch als zusätzliche Bauchflossen.
Es wurden vier Triebwerke verwendet. Bei der zweiten Flugzeugversion waren die Triebwerke paarweise unter jedem Außenflügel montiert, nicht mehr als ein Block unter dem Rumpf. Jeder Lufteinlass der Triebwerksgondel war mit einer einzigen vertikalen Rampe für die beiden Triebwerke ausgestattet. Die dritte Version war mit vier Triebwerken ausgestattet, die in einer Triebwerksgondel unter dem Flügelmittelteil montiert waren. Jedes Triebwerk hatte einen separaten Einlass mit variabler horizontaler Rampe. Die Lufteinlässe waren nahe der Flügelunterseite angebracht. Daher wurden sie mit einem Grenzschicht-Entlüftungssystem ausgestattet.

### Suchoi S-21

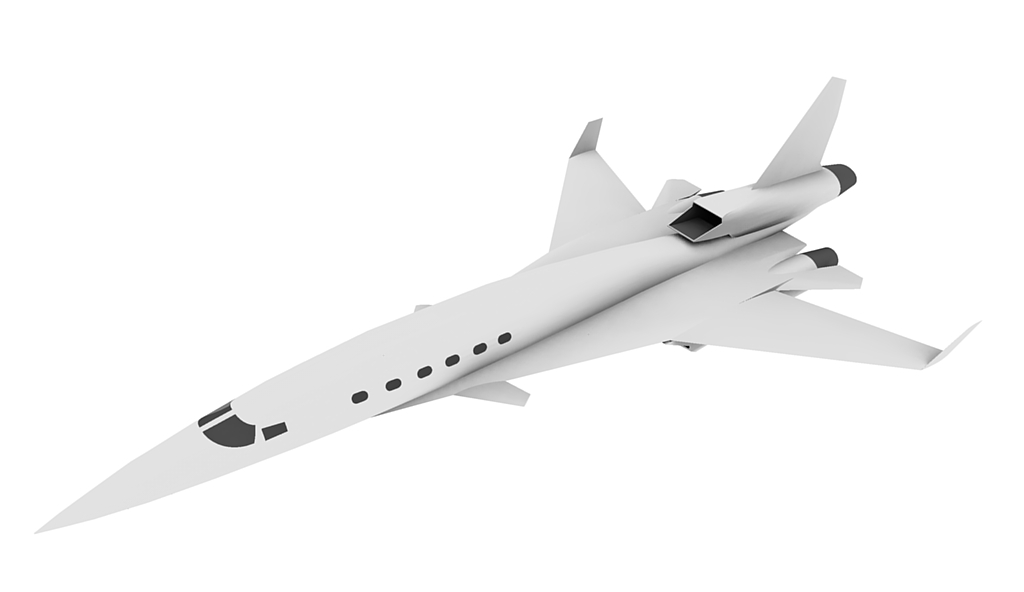
Suchoi S-21

Die Suchoi S-21 (russisch Сухой С-21) war ein Projekt zur Entwicklung eines Überschall-Businessjets.

### Suchoi S-51
Die Suchoi S-51 (russisch Сухой С-51) war ein Projekt zur Entwicklung eines Überschall-Verkehrsflugzeuges.

### Tu-135P
Ab 1957 wurden bei Mjassischtschew Studien zu einer M-56 und ab 1958 bei Tupolew an einer Tu-135 erstellt, die Konzepte des B-70-Projekts aufgriffen. Nach Zusammenlegung beider Projekte wurde der Tu-135-Entwurf Mitte der 1960er Jahre aus technischen und politischen Gründen aufgegeben. Von der Tu-135 wurde auch eine rudimentäre Passagierversion mit der Bezeichnung Tu-135P entworfen, im Stil wie aus der Tu-16 die Tu-104 und aus der Tu-95 die Tu-114 abgeleitet wurde. Dieses Flugzeug sollte eine praktische Reichweite von 6500 km bei Überschall für einen Non-Stop-Flug von der UdSSR in die USA bieten. In der Passagierversion war die Tu-135 für den Transport in zwei Versionen konzipiert: Normal- und Langstreckenversion, wobei die Reichweite des Flugzeugs je nach Nutzlast variierte.
In der Normalversion sollte die Tu-135P 12.000 kg Nutzlast (100–120 Passagiere) bei einer Reichweite von 4500 bis 5000 km bei einer Überschallreisegeschwindigkeit von 2100 bis 2200 km/h befördern. Dies würde Flüge ermöglichen: Von Moskau in den Fernen Osten mit Landung in Irkutsk oder Nowosibirsk; in alle Länder des afrikanischen Kontinents mit einer Landung in Kairo oder Khartum; in alle Länder Südostasiens mit einer Landung in Kabul oder Delhi; nach New York oder Montreal mit Landung in Reykjavík, in Rio de Janeiro mit zwei Landungen in Kairo und Dakar.

### Tu-144

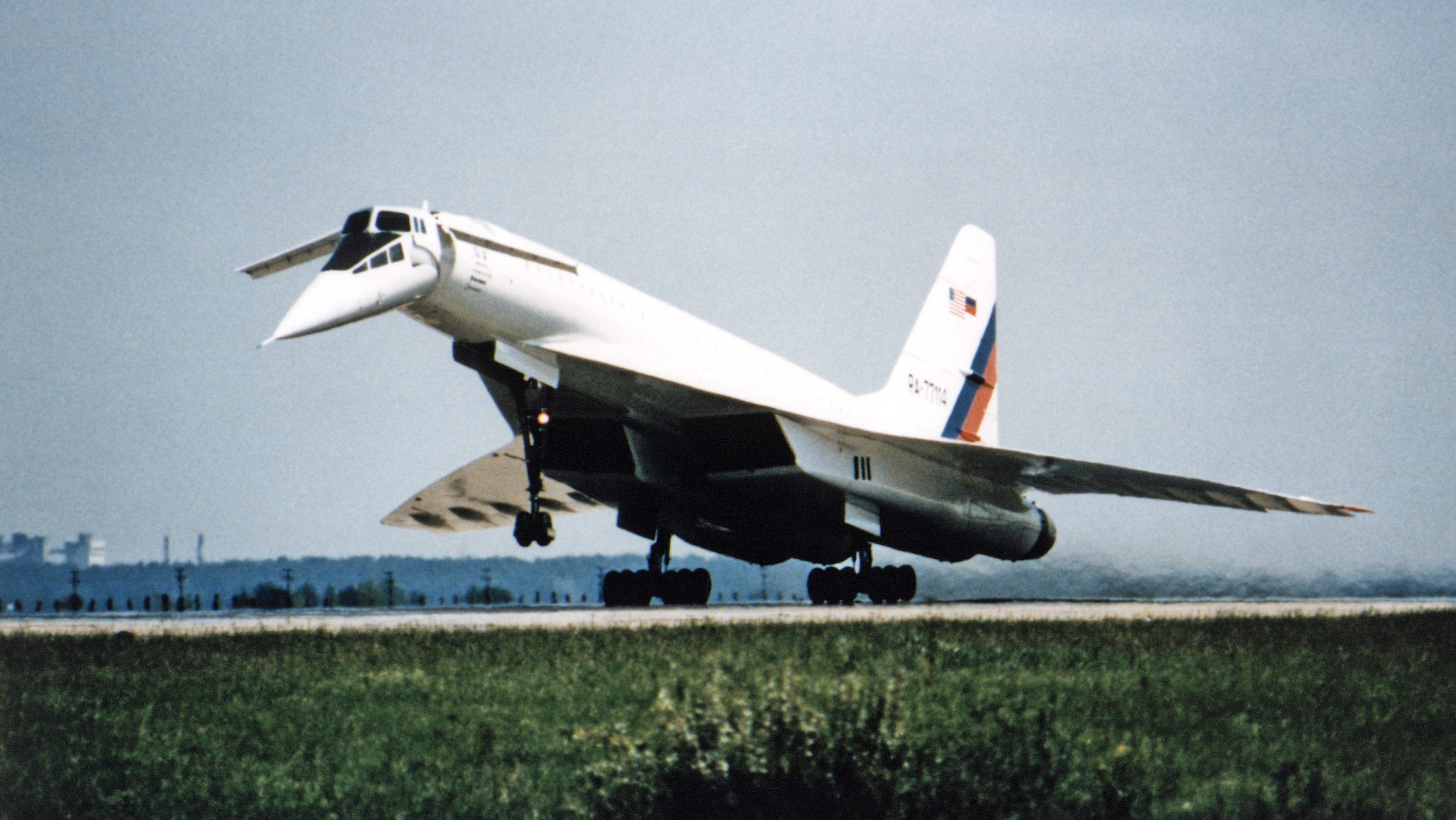
Die Tu-144LL im Juli 1997

Die Tu-144 war das einzige sowjetische Überschall-Personenflugzeug das in kleiner Serie gebaut wurde und war nebst der Concorde das einzige Passagierüberschallflugzeug der Welt, bis dato.

### Tupolew Tu-244

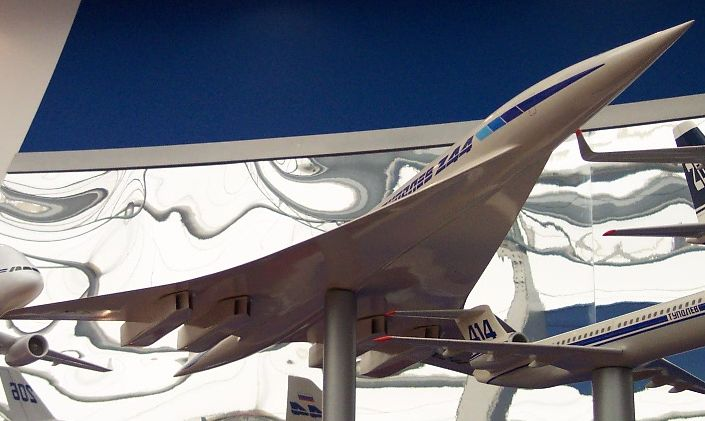
Modell der Tupolew Tu-244

Die Tupolew Tu-244 war als Nachfolger der Tupolew Tu-144 geplant, kam über dieses Stadium aber nicht hinaus. Dabei ging es um ein achtstrahliges Passagierflugzeug, das mit zweifacher Schallgeschwindigkeit eine transkontinentale Reichweite bieten sollte. Als Tragwerk war ein Doppel-Delta-Entwurf in Tiefdecker-Auslegung vorgesehen, während die Höhen- und Querruder zu sogenannten Elevons kombiniert werden sollten.

### Tu-22M VIP / Tu-344
Es gab immer wieder, auch nach dem Ende der UdSSR, Vorschläge eine Passagierversion der Tu-22M als VIP-Jet. Zeitweise wurde dafür die Bezeichnung Tu-344 verwendet. Die Passagierkabine hätte sich vom Cockpit bis zum hinteren Ende des Bombenschachts erstreckt, es wären nur in den ersten zwei bis drei Reihen Seitenfenster möglich gewesen, weiter hinten bedingt durch die Luftkanäle für die Triebwerke wären allenfalls in der Decke Fenster möglich gewesen.

### Tupolew Tu-444

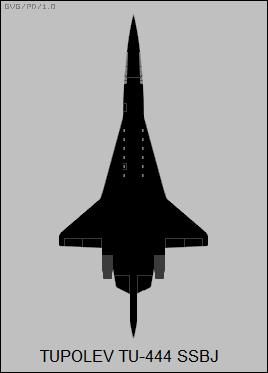
Tu-444

Die Tupolew Tu-444 war die Bezeichnung eines Entwurfs für ein Überschall-Geschäftsreiseflugzeug des russischen Herstellers Tupolew. Das Projekt muss als eingestellt gelten, entsprechende Seiten und Hinweise auf den Webseiten von Tupolew wurden vor mehreren Jahren (Stand 2017) offline genommen.

### Tu-160
Es gab immer wieder, auch nach dem Ende der UdSSR, Vorschläge, eine Passagierversion der Tu-160 zu bauen. Jedoch verunmöglicht die Rumpfform kurz nach den Flügelwurzeln jegliche Fenster und insbesondere an der Stelle des hinteren Bombenschachtes wären keine Notausgänge möglich gewesen. Wegen des massiven Titan-Flügelkastens zwischen den beiden Bombenschächten wäre es auch nicht möglich, aus beiden Bombenschächten einen durchgehenden Passagierraum zu machen. Damit wäre nur in der Bugsektion hinter den Piloten bis zum hinteren Ende des vorderen Bombenschachts eine Passagierkabine möglich gewesen, wo nur die ersten 2–3 Reihen über Fenster verfügen. Der hintere Bombenschacht wäre demnach nur als Frachtraum mit Ladeluke im Boden nutzbar gewesen.